# هسلبی

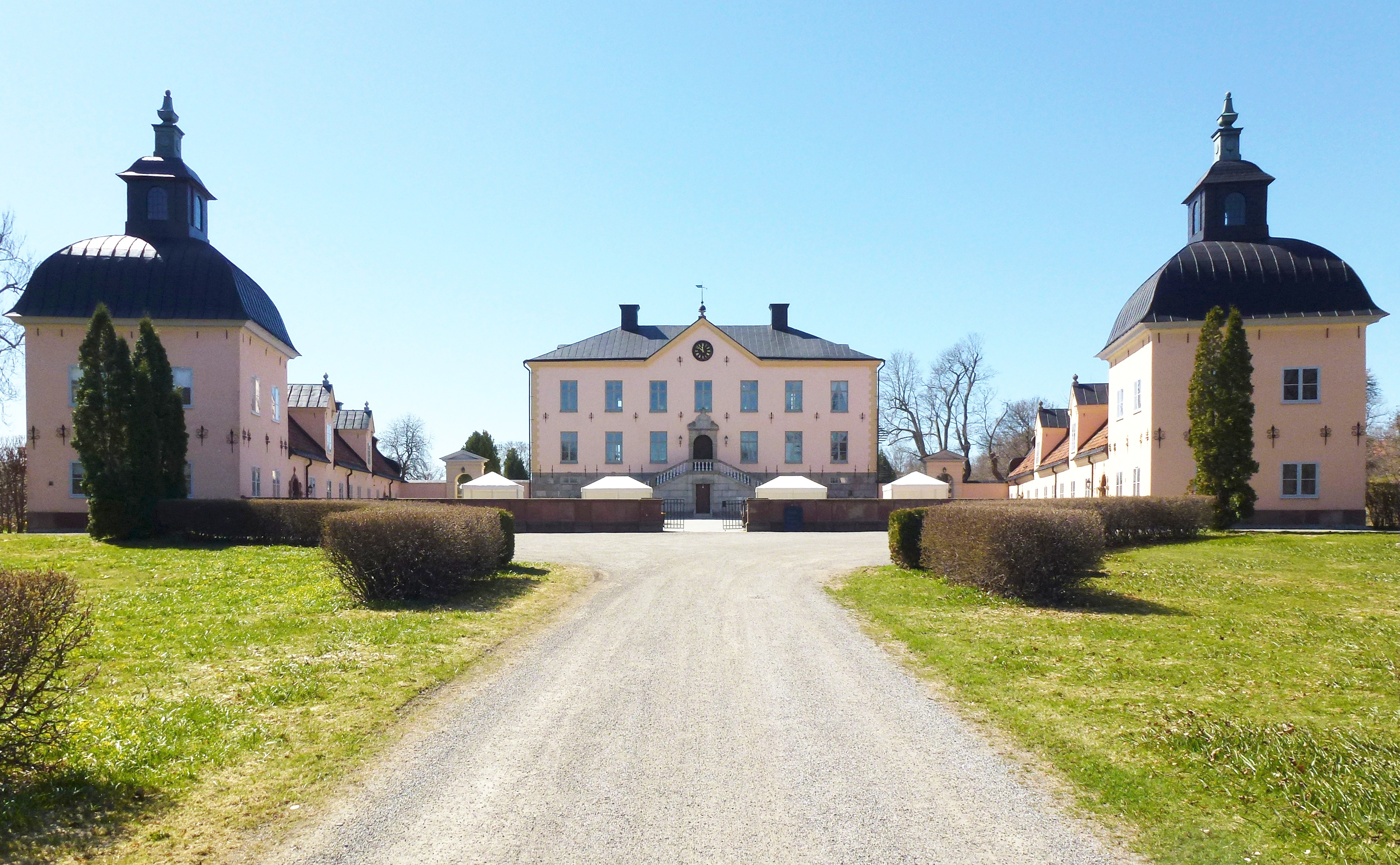
نمایی از یک قلعهٔ باستانی در منطقهٔ شهری هسّلبی، استکهلم سوئد - ۲۰۱۳

هسّلبی (به سوئدی: Hässelby) یک منطقه شهری در شمال غربی شهر استکهلم سوئد است که شامل مناطق هسّلبی استراند، هسّلبی گورد و هسّلبی ویلاستاد می‌باشد. هسلبی اس کی (Hässelby SK) باشگاه ورزشی محلی شهر است.

## رمان هسلبی
هسلبی یک رمان نوشته شده توسط نویسنده نروژی، یوهان هارستاد، است در سال ۲۰۰۷ منتشر شده‌است. بخش اصلی این رمان در حومه هسلبی اتفاق می‌افتد و بر روی شخصیت کتاب کودکان سوئدی، آلفی اتکینز، تمرکز می‌کند.